# Andinobates dorisswansonae
Espèce
Synonymes
- Dendrobates dorisswansoni Rueda-Almonacid, Rada, Sánchez-Pacheco, Velásquez-Álvarez & Quevedo-Gil, 2006
- Ranitomeya dorisswansonae (Rueda-Almonacid, Rada, Sánchez-Pacheco, Velásquez-Álvarez & Quevedo-Gil, 2006)

Statut de conservation UICN

 VU D2 : Vulnérable
Statut CITES
Andinobates dorisswansonae est une espèce d'amphibiens de la famille des Dendrobatidae.

## Répartition
Cette espèce est endémique du département de Tolima en Colombie. Elle se rencontre à Falan vers 1 780 m d'altitude dans la cordillère Centrale.

## Description

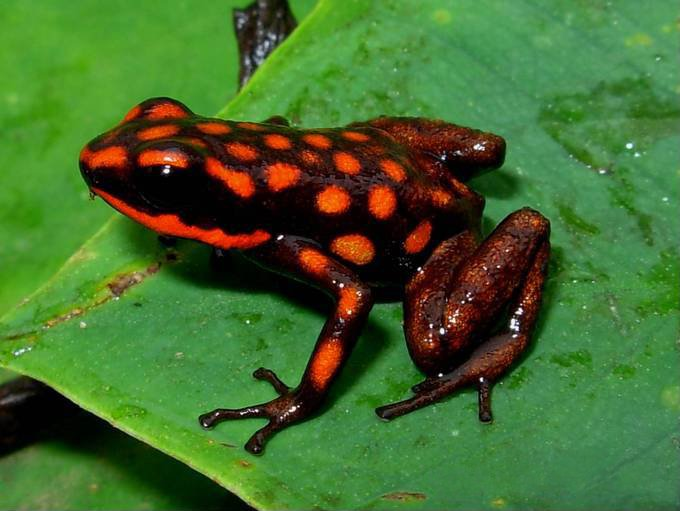
Ranitomeya dorisswansonae

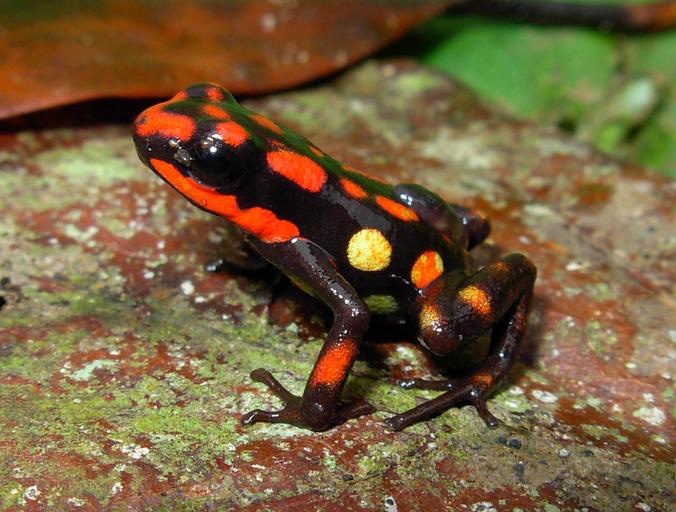
Ranitomeya dorisswansonae

Les mâles mesurent de 16,28 à 17,1 mm et les femelles de 17,54 à 19,43 mm.

## Étymologie
Cette espèce est nommée en l'honneur de la biologiste Doris Swanson.

## Publication originale
- Rueda-Almonacid, Rada, Sánchez-Pacheco, Velásquez-Álvarez & Quevedo-Gil, 2006 : Two new and exceptional poison dart frogs of the genus Dendobates (Anura : Dendrobates) from the northeast flank of the Cordillera Central of Colombia. Zootaxa, no 1259, p. 39-54 (texte intégral).